# Forrest Gump (film)
Forrest Gump je americký film režiséra Roberta Zemeckise natočený v roce 1994 na motivy stejnojmenné knihy Winstona Grooma z roku 1985. Film dosáhl velkého úspěchu u diváků a vydělal celosvětově přes 667 milionů dolarů. Byl nominován na 13 Oscarů, z nichž 6 cen získal, včetně ceny nejlepší film, nejlepší režisér (Robert Zemeckis) a nejlepší herec (Tom Hanks).
Film vypráví příběh jednoduchého muže, Forresta Gumpa, který se i přesto, že má IQ pouze 75, setká s mnoha historickými osobnostmi, včetně tří amerických prezidentů, a je přítomen u mnoha historických událostí. Film se podstatně liší od knihy, na jejíž motivy byl natočen.

## Děj
V roce 1981 sedí Forrest Gump na lavičce na autobusové zastávce v Savannah v Georgii a vypráví kolemjdoucím příběh svého života.
Příběh začíná v roce 1951 v Greenbowu v Alabamě, kde mladý Forrest žije pouze se svou matkou v domě, kde pronajímají pokoje. Kvůli zakřivené páteři musí nosit na nohou ortézy a jeho IQ je pouze 75. Přes počáteční odmítnutí se jeho matce podaří zajistit mu místo ve škole. První školní den poznává Jenny Curran, která se stává jeho nejlepší přítelkyní. Mezi nájemníky jejich domu je i mladý Elvis Presley, který se inspiruje Forrestovým tanečním pohybem pro svůj slavný styl.
Během útěku před šikanou Forrest zjišťuje, že dokáže velmi rychle běhat. Jeho běžecký talent mu později zajistí sportovní stipendium na Univerzitě Alabama, kde ho trénuje Bear Bryant. V roce 1963 je svědkem protestu guvernéra George Wallace proti rasové integraci a dostává se do univerzitního fotbalového týmu All-American. Později se setkává s prezidentem Kennedym v Bílém domě.
Po absolvování univerzity v roce 1966 vstupuje do armády, kde se spřátelí s Benjaminem "Bubbou" Bluem. Společně jsou vysláni do Vietnamu v roce 1967. Během jedné hlídky je jejich jednotka přepadena a Bubba umírá. Forrest zachrání několik svých spolubojovníků včetně poručíka Dana Taylora, který přichází o obě nohy. Za své hrdinství dostává od prezidenta Johnsona Medaili cti.
Během protiválečného pochodu na Pentagon se Forrest znovu setkává s Jenny, která žije jako hippie. Objevuje talent na ping-pong a stává se sportovní celebritou, účastní se ping-pongové diplomacie s Čínou a vystupuje v The Dick Cavett Show s Johnem Lennonem. Na Silvestra 1971 se setkává s poručíkem Danem v New Yorku. Později se ubytuje ve Watergate komplexu, kde neúmyslně odhalí aféru Watergate.
Po propuštění z armády si Forrest koupí krevetářskou loď, čímž plní slib daný Bubbovi. V roce 1974 se k němu připojí poručík Dan. Po hurikánu Carmen, který zničí všechny ostatní lodě, se jejich podnik Bubba Gump Shrimp Company stává velmi úspěšným. Dan později investuje do Apple Inc. a oba se stanou milionáři. Forrest se vrací domů ke své matce, která umírá na rakovinu. 
V roce 1976 se Jenny vrací do Forrestova života. Zotavuje se z let zneužívání, drog a prostituce. Forrest jí nabídne sňatek, ona však druhý den ráno odejde. Zdrcený Forrest se vydává na tříletý běh napříč zemí. V roce 1981 dostává Forrest dopis od Jenny. Když ji navštíví, zjistí, že mají syna Forresta Jr. Jenny mu také sdělí, že je nevyléčitelně nemocná. Společně se vrátí do Greenbowu, kde se vezmou, ale Jenny rok nato umírá. Film končí tím, že Forrest vyprovází svého syna do školy, přičemž mu předává knihu "Zvědavý George", kterou mu kdysi četla jeho matka.

## Obsazení
| Tom Hanks                | Forrest Gump                              |
| Robin Wrightová          | Jenny Curran                              |
| Gary Sinise              | Poručík Dan Taylor                        |
| Sally Fieldová           | Paní Gumpová                              |
| Mykelti Williamson       | Vojín Benjamin Buford 'Bubba' Blue        |
| Michael Conner Humphreys | Mladý Forrest Gump                        |
| Hanna R. Hall            | Mladá Jenny Curran                        |
| Haley Joel Osment        | Forrest Gump Junior                       |
| Sam Anderson             | ředitel školy Hancock                     |
| Geoffrey Blake           | Wesley, organizátor z SDS                 |
| David Brisbin            | Reportér                                  |
| Peter Dobson             | Elvis Presley                             |
| Siobhan Fallon           | Dorothy Harris, řidička školního autobusu |
| Afemo Omilami            | vojenský instruktor                       |
| Brett Rice               | středoškolský fotbalový trenér            |
| Sonny Shroyer            | Trenér Paul 'Bear' Bryant                 |
| Kurt Russell             | hlas Elvise Presleyho                     |

## České znění
| Postava                      | Herec / herečka          | Dabér / dabérka                    |
| ---------------------------- | ------------------------ | ---------------------------------- |
| Forrest Gump                 | Tom Hanks                | Vladimír Dlouhý                    |
| malý Forest Gump             | Michael Conner Humphreys | Vít Ondračka                       |
| Jenny Curran                 | Robin Wright             | Nela Boudová, Jana Mařasová (zpěv) |
| malá Jenny Curran            | Hanna Hall               | Martina Holomčíková                |
| Dan Taylor                   | Gary Sinise              | Jan Šťastný                        |
| Benjamin Buford „Bubba" Blue | Mykelti Williamson       | Jaromír Meduna                     |
| paní Gumpová                 | Sally Field              | Ljuba Krbová                       |
| Forrest Gump junior          | Haley Joel Osment        | Petr Říčánek                       |
| Wesley                       | Geoffrey Blake           | Ludvík Král                        |
| Dorothy Harris               | Siobhan Fallon Hogan     | Jana Hermachová                    |

## Ocenění a nominace
| Ocenění                                     | Kategorie                                           | Nominováni                                                                                 | Výsledek  |
| ------------------------------------------- | --------------------------------------------------- | ------------------------------------------------------------------------------------------ | --------- |
| Amanda Awards                               | Nejlepší cizojazyčný film                           |                                                                                            | vítězství |
| American Cinema Editors Awards              | Nejlepší střih (film)                               | Arthur Schmidt                                                                             | vítězství |
| American Comedy Awards                      | Nejvtipnější filmový herec v hlavní roli F          | Tom Hanks                                                                                  | vítězství |
| American Society of Cinematographers Awards | Nejlepší kamera (film)                              | Don Burgess                                                                                | nominace  |
| Cena Saturn                                 | Nejlepší mužský herecký výkon ve vedlejší roli      | Gary Sinise                                                                                | vítězství |
| Cena Saturn                                 | Nejlepší fantasy film                               | Wendy Finerman, Steve Starkey a Steve Tisch (producenti)                                   | vítězství |
| Cena Saturn                                 | Nejlepší mužský herecký výkon v hlavní roli         | Tom Hanks                                                                                  | nominace  |
| Cena Saturn                                 | Nejlepší hudba                                      | Alan Silvestri                                                                             | nominace  |
| Cena Saturn                                 | Nejlepší speciální efekty                           | Ken Ralston                                                                                | nominace  |
| Cena Saturn                                 | Nejlepší scénář                                     | Eric Roth                                                                                  | nominace  |
| Filmová cena Britské akademie               | Nejlepší speciální efekty                           | Ken Ralston, George Murphy, Stephen Rosenbaum, Doug Chiang a Allen Hall                    | vítězství |
| Filmová cena Britské akademie               | Nejlepší mužský herecký výkon v hlavní roli         | Tom Hanks                                                                                  | nominace  |
| Filmová cena Britské akademie               | Nejlepší ženský herecký výkon ve vedlejší roli      | Sally Fieldová                                                                             | nominace  |
| Filmová cena Britské akademie               | Nejlepší film                                       | Wendy Finerman, Steve Tisch, Steve Starkey a Robert Zemeckis                               | nominace  |
| Filmová cena Britské akademie               | Nejlepší kamera                                     | Don Burgess                                                                                | nominace  |
| Filmová cena Britské akademie               | Nejlepší režie                                      | Robert Zemeckis                                                                            | nominace  |
| Filmová cena Britské akademie               | Nejlepší střih                                      | Arthur Schmidt                                                                             | nominace  |
| Filmová cena Britské akademie               | Nejlepší adaptovaný scénář                          | Eric Roth                                                                                  | nominace  |
| Casting Society of America Awards           | Nejlepší casting – drama                            | Ellen Lewis                                                                                | nominace  |
| Chicago Film Critics Association Awards     | Nejlepší mužský herecký výkon v hlavní roli         | Tom Hanks                                                                                  | vítězství |
| Directors Guild of America Awards           | Nejlepší režie (film)                               | Robert Zemeckis, Charles Newirth, Bruce Moriarity, Cherylanne Martin a Dana J. Kuznetzkoff | vítězství |
| MTV Movie Awards                            | Objev roku                                          | Mykelti Williamson                                                                         | nominace  |
| MTV Movie Awards                            | Nejlepší herec                                      | Tom Hanks                                                                                  | nominace  |
| MTV Movie Awards                            | Nejlepší film                                       |                                                                                            | nominace  |
| Motion Picture Sound Editors Awards         | Nejlepší mix zvuku                                  |                                                                                            | vítězství |
| National Board of Review of Motion Pictures | Nejlepší mužský herecký výkon v hlavní roli         | Tom Hanks                                                                                  | vítězství |
| National Board of Review of Motion Pictures | Nejlepší mužský herecký výkon ve vedlejší roli      | Gary Sinise                                                                                | vítězství |
| National Board of Review of Motion Pictures | Nejlepší film                                       |                                                                                            | vítězství |
| Oscar                                       | Nejlepší herec v hlavní roli                        | Tom Hanks                                                                                  | vítězství |
| Oscar                                       | Nejlepší režie                                      | Robert Zemeckis                                                                            | vítězství |
| Oscar                                       | Nejlepší střih                                      | Arthur Schmidt                                                                             | vítězství |
| Oscar                                       | Nejlepší film                                       | Wendy Finerman, Steve Starkey a Steve Tisch                                                | vítězství |
| Oscar                                       | Nejlepší vizuální efekty                            | Ken Ralston, George Murphy, Allen Hall a Stephen Rosenbaum                                 | vítězství |
| Oscar                                       | Nejlepší adaptovaný scénář                          | Eric Roth                                                                                  | vítězství |
| Oscar                                       | Nejlepší mužský herecký výkon ve vedlejší roli      | Gary Sinise                                                                                | nominace  |
| Oscar                                       | Nejlepší výprava                                    | Rick Carter a Nancy Haigh                                                                  | nominace  |
| Oscar                                       | Nejlepší kamera                                     | Don Burgess                                                                                | nominace  |
| Oscar                                       | Nejlepší masky                                      | Daniel C. Striepeke, Judith A. Cory a Hallie D'Amore                                       | nominace  |
| Oscar                                       | Nejlepší skladatel                                  | Alan Silvestri                                                                             | nominace  |
| Oscar                                       | Nejlepší zvuk                                       | Randy Thom, Tom Johnson, Dennis S. Sands a William B. Kaplan                               | nominace  |
| Oscar                                       | Nejlepší mix zvuku                                  | Gloria S. Borders a Randy Thom                                                             | nominace  |
| Producers Guild of America Awards           | Nejlepší producent (film)                           | Wendy Finerman, Steve Tisch, Steve Starkey a Charles Newirth                               | vítězství |
| People's Choice Awards                      | Nejoblíbenější film                                 |                                                                                            | vítězství |
| People's Choice Awards                      | Nejoblíbenější dramatický film                      |                                                                                            | vítězství |
| People's Choice Awards                      | Nejoblíbenější filmový herec – drama                | Tom Hanks                                                                                  | vítězství |
| Screen Actors Guild Awards                  | Nejlepší mužský herecký výkon v hlavní roli         | Tom Hanks                                                                                  | vítězství |
| Screen Actors Guild Awards                  | Nejlepší mužský herecký výkon ve vedlejší roli      | Gary Sinise                                                                                | nominace  |
| Screen Actors Guild Awards                  | Nejlepší ženský herecký výkon ve vedlejší roli      | Sally Fieldová                                                                             | nominace  |
| Screen Actors Guild Awards                  | Nejlepší ženský herecký výkon ve vedlejší roli      | Robin Wright                                                                               | nominace  |
| Writers Guild of America Awards             | Nejlepší adaptovaný scénář                          | Eric Roth                                                                                  | vítězství |
| Young Artist Awards                         | Nejlepší herecký výkon – herec (10 let a méně)      | Haley Joel Osment                                                                          | vítězství |
| Young Artist Awards                         | Nejlepší herecký výkon – herečka (10 let a méně)    | Hanna Hall                                                                                 | vítězství |
| Young Artist Awards                         | Nejlepší herecký výkon – herec                      | Michael Conner Humphreys                                                                   | nominace  |
| Zlatý glóbus                                | Nejlepší mužský herecký výkon v hlavní roli (drama) | Tom Hanks                                                                                  | vítězství |
| Zlatý glóbus                                | Nejlepší režie                                      | Robert Zemeckis                                                                            | vítězství |
| Zlatý glóbus                                | Nejlepší film (drama)                               | Wendy Finerman                                                                             | vítězství |
| Zlatý glóbus                                | Nejlepší mužský herecký výkon ve vedlejší roli      | Gary Sinise                                                                                | nominace  |
| Zlatý glóbus                                | Nejlepší ženský herecký výkon ve vedlejší roli      | Robin Wright                                                                               | nominace  |
| Zlatý glóbus                                | Nejlepší skladatel                                  | Alan Silvestri                                                                             | nominace  |
| Zlatý glóbus                                | Nejlepší scénář                                     | Eric Roth                                                                                  | nominace  |